# Josef Erber
Josef Erber, né le 16 octobre 1897 et mort en 1987 était un soldat SS au camp d'Auschwitz, et adjudant du commandant, SS-Obersturmbannführer.

## Biographie
Josef Houstek participe à la Première Guerre mondiale dans l'infanterie en Russie et en Italie. Après la guerre, il travaille à l'usine. En 1936, il rejoint le parti allemand des Sudètes. En 1939, il devient membre du parti nazi et la SS. En novembre 1940, il est envoyé à Auschwitz et y reste jusqu'à l'évacuation du camp en janvier 1945.   
Il débute comme gardes du camp et en 1942, il rejoint le département politique. D'octobre 1943 à avril 1944, il dirige l'enregistrement du département politique de l'ensemble du camp d'Auschwitz-Birkenau. SS-Oberscharführer au camp de concentration d'Auschwitz, il était responsable des crématoires. Erber est mentionné à plusieurs reprises par Filip Müller, membre des Sonderkommando, et il était parmi les plus cruels du personnel des SS. En janvier 1945, il rejoint le camp de concentration de Gross-Rosen puis le camp de concentration de Mauthausen. 
En 1945, Josef Houstek a changé son nom en Josef Erber. En mai 1945, il est arrêté par l'armée américaine et reste en détention jusqu'en 1947. 
Le 1er octobre 1962, il est de nouveau arrêté et est accusé dans le deuxième procès d'Auschwitz, qui a lieu au tribunal de Francfort du 14 décembre 1965 au 16 septembre 1966. Il a été reconnu coupable d'assassinats dans soixante-dix cas et condamné à la réclusion à perpétuité, avec Oswald Kaduk et Josef Klehr.
En 1986, il est libéré et est mort un an plus tard à l'âge de 90 ans.